# Nový Dvůr (Kout na Šumavě)
Nový Dvůr je malá vesnice, část obce Kout na Šumavě v okrese Domažlice. Nachází se asi 1,5 km na sever od Koutu na Šumavě. Je zde evidováno 11 adres. Trvale zde žije 19 obyvatel.
Nový Dvůr leží v katastrálním území Kout na Šumavě o výměře 11,09 km2.